# ジェームズ・ハワード・コベル
ジェームズ・ハワード・コベル（J.H.Covell、1896年 - 1943年）は宣教師である。北部バプテスト派の宣教師として約18年関東学院に従事した。1920年来日。不戦を関東学院生に説いたため教壇に立たせるなと特高警察に何度も圧力を受けた。結局フィリピンへ追放され、最後は占領下の日本軍に殺された。関東学院が殉教者と位置付ける人物である。